# 霓虹鰕虎魚

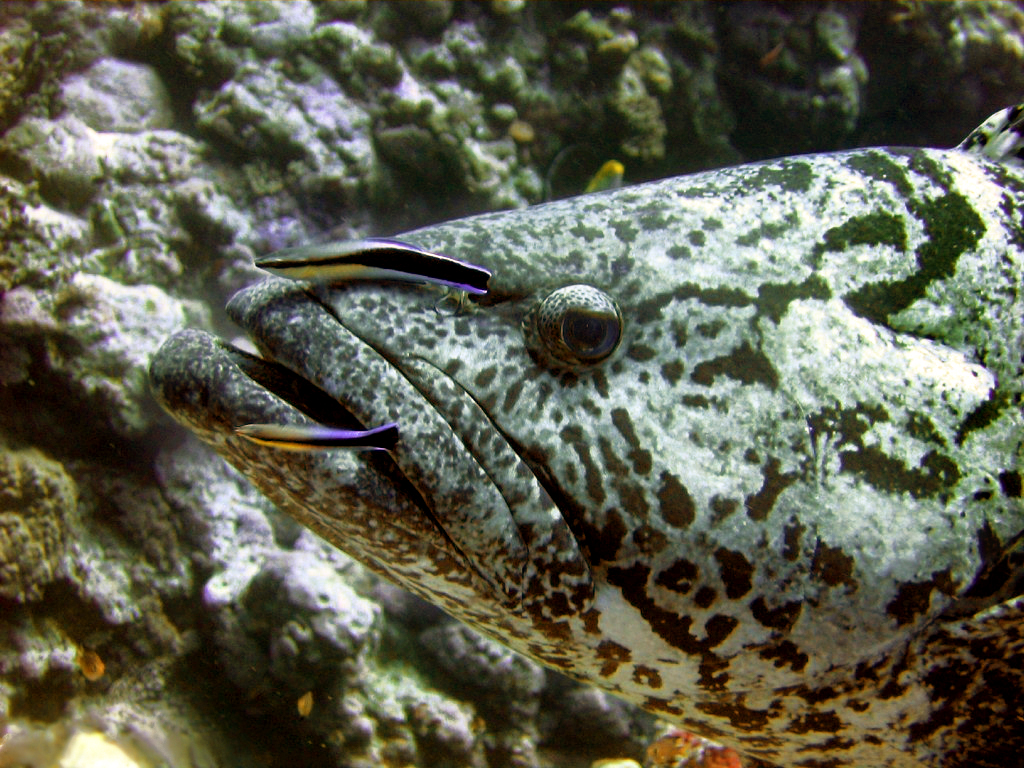
两条霓虹鰕虎魚正在清潔黑斑石斑魚。

霓虹鰕虎魚（學名：Elacatinus oceanops），又名藍燈鰕虎魚、清洁鱼，是一种会帮其他大鱼清洁口腔的小鱼，有被命名為“鱼医生”。这是一种互惠的行为，会对相方都有利益。有些霓虹鰕虎魚却会侵食大鱼的肉，成为一种寄生物。